# Эйдельман, Тамара Натановна
Тама́ра Ната́новна Эйдельма́н (род. 15 декабря 1959, Москва, РСФСР, СССР) — российский историк, педагог, писательница, переводчица, радиоведущая и блогер. Заслуженный учитель Российской Федерации (2003).
Автор большого числа статей, книг и пособий по истории и педагогике, а также исторических видео- и аудиокурсов.
Отличник народного просвещения РСФСР, член правления Межрегиональной общественной организации «Объединение преподавателей истории». Член Вольного исторического общества (до момента его ликвидации в 2023 году).

## Биография

### Ранние годы и семья
Родилась в 1959 году в семье советских историков Натана Яковлевича Эйдельмана (1930—1989) и Элеоноры Александровны Павлюченко (род. 1929). Дед (по отцовской линии) — театровед, журналист и публицист Яков Наумович Эйдельман (1896—1978). В интервью Тамара Эйдельман неоднократно говорила, что интерес и любовь к истории ещё с детских лет ей передал отец, рассказывавший о личностях, повлиявших на ход мировой истории или даже изменивших его.
В 1981 году окончила исторический факультет Московского государственного университета имени Ломоносова по специальности «историк, учитель со знанием иностранного языка».
Муж (с 2000 года фактически не проживают вместе) — писатель и журналист Пётр Алешковский (род. 1957). Дочь — Анна Алешковская (род. 1983), сын — общественный деятель Митя Алешковский (род. 4 марта 1985), внучки — Александра (дочь Анны) и Екатерина Алешковская (дочь Мити).

### Преподавательская и медийная деятельность
С 1986 по 2021 год работала в школе № 67 города Москвы в качестве учителя истории и обществознания, позже в должности заведующей кафедры истории.
Автор ряда статей по проблемам преподавания в «Русском журнале», бюллетене «Евроклио», «Школьном обозрении», принимала участие в TED Talks.
С октября 2013 по декабрь 2014 года вела тематические передачи «Книги нашего детства», «Сослагательное наклонение» и «Судьбы книг» на радиостанциях «Маяк», «Голос России» и «Радио России — Культура».
Автор и лектор цикла лекций по истории и обществознанию в Школе «Прямая речь».
Автор и лектор цикла детских аудио-курсов по истории для Радио Arzamas.
Преподаватель цикла лекций по истории России начала XIX века на платформе InternetUrok.ru.
С 2012 по 2022 год вела блог на сайте «Эхо Москвы».

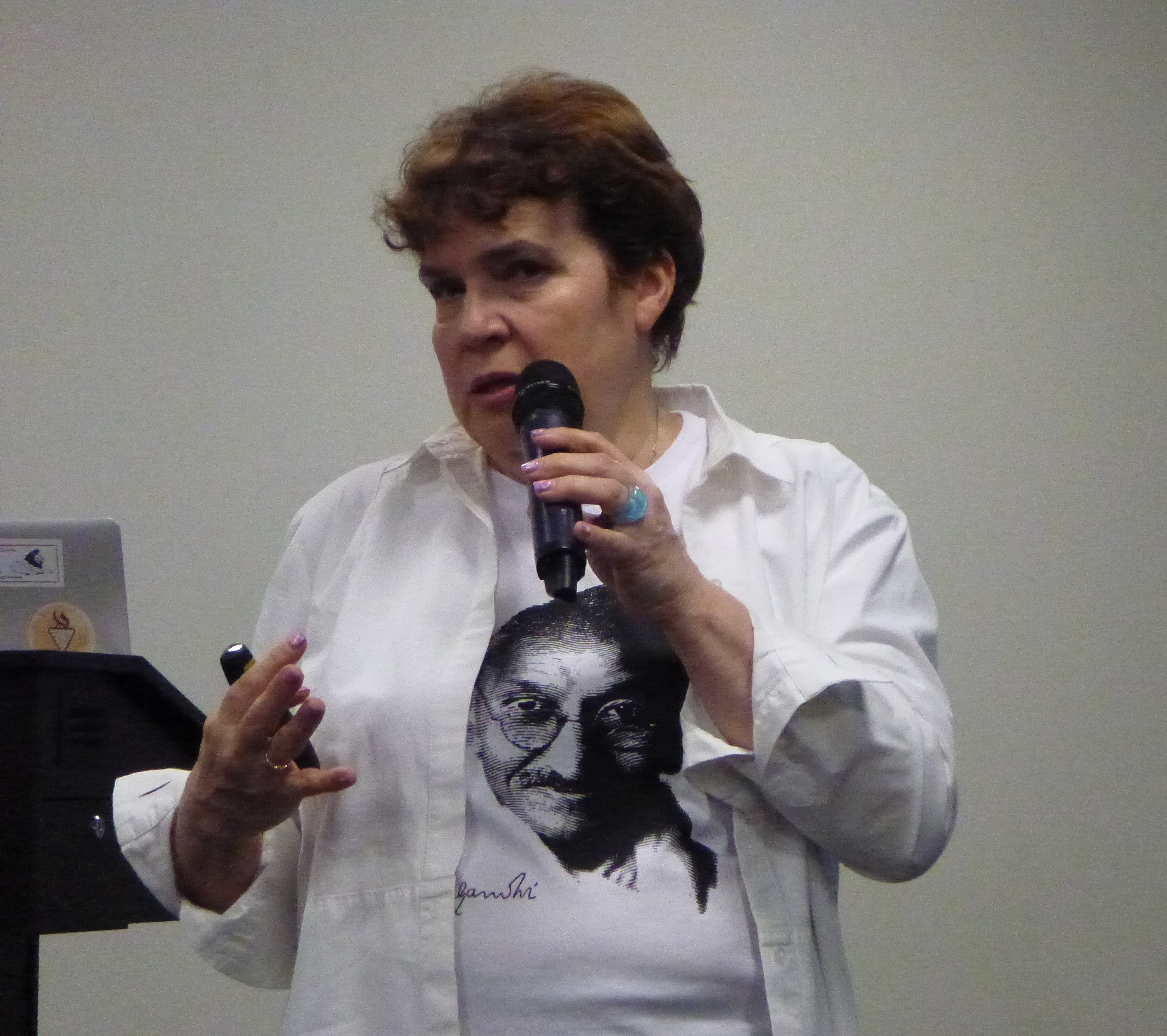
Тамара Эйдельман на лекции в «Ельцин-центре», 17 января 2020 года

С 2015 года состоит в попечительском совете фонда «Русь Сидящая».
Занималась литературным редактированием статей издания «Такие дела».
После выхода на пенсию начала вести историко-просветительскую деятельность в Интернете на площадках YouTube, Telegram, Дзен с целью в доступной форме передать как молодому поколению, так и взрослой аудитории знания в сфере мировой и российской истории, побудив аудиторию к самообразованию. Является автором циклов видео- и аудиолекций по художественным фильмам и ряду культовых сериалов на историческую тематику.
В октябре 2019 года создала канал на платформе YouTube: «Уроки истории с Тамарой Эйдельман». По состоянию на август 2023 года видеоблог имеет 1,31 млн подписчиков, а суммарные просмотры видео достигли 191,7 миллионов. Блог включает в себя более 200 лекций. Канал даёт просветительские уроки на различные исторические темы.
С 2020 года — колумнист интернет издания The Insider.
В апреле 2021 года представила в «Ельцин-центре» авторский цикл «Против течения: история гражданских конфликтов», посвящённый мирной борьбе людей за свои права, в том числе бескровной смене тоталитарной власти в ряде европейских стран в XX веке.
Также в апреле 2021 года Эйдельман написала открытое письмо, в котором просила московское представительство «Врачей без границ» помочь Алексею Навальному, находившемуся в исправительной колонии в Покрове. Примерно две тысячи человек подписали это письмо. Позднее Эйдельман была вызвана в полицию в связи с постом в соцсети.
18 марта 2022 года вышло интервью Эйдельман Юрию Дудю на ютуб-канале «ВДудь». В нём она сообщила, что проживает у дочери в Лиссабоне в связи с военным вторжением России на Украину.
9 сентября 2022 года Министерством юстиции России внесена в список физических лиц «иностранных агентов».
28 июня 2024 года Прокуратура Москвы сообщила о возбуждении уголовного дела против Тамары Эйдельман по части 4 статьи 354.1 УК РФ (реабилитация нацизма).

## Оценки деятельности
Историки О. В. Авдошкина и В. Л. Кузьмин относят Тамару Эйдельман к числу популяризаторов истории, которые стремятся предоставить свою версию определённых исторических событий «с разной степенью достоверности или с определёнными акцентами в зависимости от собственных пристрастий». Её канал привлекает зрителей как молодого, так и зрелого возраста. Выбраны темы, которые являются наиболее интересными для аудитории и злободневными, но на историческом фоне.
По оценке Авдошкиной и Кузьмина, Тамара Эйдельман на площадках YouTube, Telegram, Дзен и Арзамас. Академия создаёт контент на весьма высоком профессиональном уровне, с опорой на различные исторические источники и материалы; указывает авторов цитат и предоставляет ссылки на документы. Почти во всех сюжетах, в соответствии с педагогической практикой, она задаёт зрителям вопрос, для ответа на который необходимо размышлять.

## Работы

### Книги
- Я познаю мир. Государство. М.: АСТ, 2000, 480 с. ISBN 5-17-009259-8.
- Энциклопедия для детей. Т.27. Политика М.: Мир энциклопедий Аванта+, 2012, 463 с. (автор около 70 % статей в томе). ISBN 978-5-98986-711-0.
- Наша эра: История России в картах. — Пешком в историю, 2016. — 72 с. — (История России). — ISBN 978-5-905474-48-4.
- Николай II. — Рипол-Классик, 2017. — 40 с. — (Русские государи. Романовы). — ISBN 978-5-386-08302-1.
- Как работает пропаганда. — Individuum, 2018. — 214 с. — ISBN 978-5-6040721-4-1.
- 20 загадок русской истории. — Пешком в историю, 2019. — 132 с. — ISBN 978-5-906994-38-7.
- Тамара Натановна Эйдельман, Екатерина Бунтман. Бородинская битва: 1812. — Лабиринт, 2019. — 26 с. — (Детская художественная литература). — ISBN 978-5-9287-2385-9.
- Право на жизнь: История смертной казни / под ред. Натальи Нарциссовой. — Альпина Нон-фикшн, 2022. — 400 с. — ISBN 978-5-00139-585-0.
- Дороги Средневековья. Рыцари, разбойники, кочевники, святые — АСТ, 2023—339 с. — ISBN 978-5-17-151696-3
- Тайны древних цивилизаций — АСТ, 2022, 535 с. —ISBN 978-5-17-151620-8
- Религия и мифология —АСТ, 2023, 371 с. — ISBN 978-5-17-149931-0

### Статьи и публикации
- Тамара Эйдельман. История не бывает одинаковой… // Преподавание истории в школе : журнал. — 1996. — № 5. — С. 37. — ISSN 2409-8949.
- Тамара Эйдельман. Супружеский долг: Тамара Эйдельман о политических семьях от Ярослава Осмомысла до Светланы Тихановской // The Insider. — 2020. — 23 октября.
- Тамара Эйдельман. От лорда до служанки // Такие дела. — 2014. — 18 января.
- Тамара Эйдельман, Александр Чанцев. Большинство учебников не так ужасны: Они просто невероятно скучны и традиционны // «Неприкосновенный запас», издательство «Новое литературное обозрение». — 2012. — Май (№ 85).
- Тамара Эйдельман. Традиции по-прежнему в чести: Обзор школьных учебников отечественной истории // Вестник учебной и детской литературы. — 2007. — № 5.
- Тамара Эйдельман. Год реализованных утопий: Школы, учителя и реформаторы образования в России 1990 года // «Новое литературное обозрение» (НЛО). — 2007. — Январь (№ 83).
- Тамара Эйдельман. Как мы разбили Хазарский каганат // Отечественные записки. — Выпуск № 20. — 2004. — Май.
- Тамара Эйдельман. Путешествия с учениками по провинции: размышление // Русский журнал. — 2002. — 6 мая.
- Тамара Эйдельман. Какую историю мы преподаём? // Русский журнал. — 2002. — 8 апреля.
- Тамара Эйдельман. Учителя-историки — городу и миру // Русский журнал. — 2002. — 28 марта.
- Тамара Эйдельман. Независимость, энтузиазм и подписка // Русский журнал. — 2002. — 28 февраля.
- Тамара Эйдельман. Что же такое империя? Каспэ С. Империя и модернизация: Общая модель и российская специфика. — М.: РОССПЭН, 2001 // Русский журнал. — 2001. — 27 августа.
- Тамара Эйдельман. Тихие посетители // Русский журнал. — 2001. — 9 июня.
- Тамара Эйдельман. Хотели как лучше… // Русский журнал. — 2001. — 14 мая.
- Тамара Эйдельман. «И быстрых разумом Невтонов…» // Русский журнал. — 2000. — 19 сентября.
- Тамара Эйдельман. Легко ли возводить мосты? // Русский журнал. — 2000. — 29 августа.
- Eidelman Tamara, Verbytska Polina, Even-Zohar Jonathan. Russia and Ukraine: EUROCLIO and Perspectives of Professional History Educators on Societies in Transition // Teaching History and the Changing Nation State: Transnational and Intranational Perspectives (англ.) / edited by Robert Guyver. — Bloomsbury Academic, 2016. — P. 31—52. — 300 p. — ISBN 978-1-4742-2589-2. — doi:10.5040/9781474225892.ch-002.